# De Dietrich 7 CV
Der De Dietrich 7 CV ist ein Rennwagen aus der Zeit um 1900. Hersteller war die Société de Dietrich et Cie de Lunéville in Frankreich.

## Beschreibung
Das Modell wurde 1901 hergestellt. Die Lizenz kam vom französischen Unternehmen Amédée Bollée fils.
Das Fahrzeug hat einen Reihenmotor. Bohrung, Hub und Hubraum sind nicht bekannt. Der Motor war damals in Frankreich steuerlich mit 7 CV eingestuft.
Der Motor ist liegend hinter der Vorderachse eingebaut und treibt die Hinterräder an.
Die Fahrzeuge waren als offene Zweisitzer in Form eines Phaeton karossiert. Das Leergewicht lag bei 650 kg.

## Autorennen
Der Fahrer Nicolaï startete im Juni 1901 beim Rennen von Paris nach Berlin, erreichte jedoch das Ziel nicht.